# Rankett

Rankette im Syntagma musicum

Das Rankett, auch Ranckett, Rackett oder Rakett, ist ein Holzblasinstrument der Renaissance und des Barock.

## Das Renaissancerankett

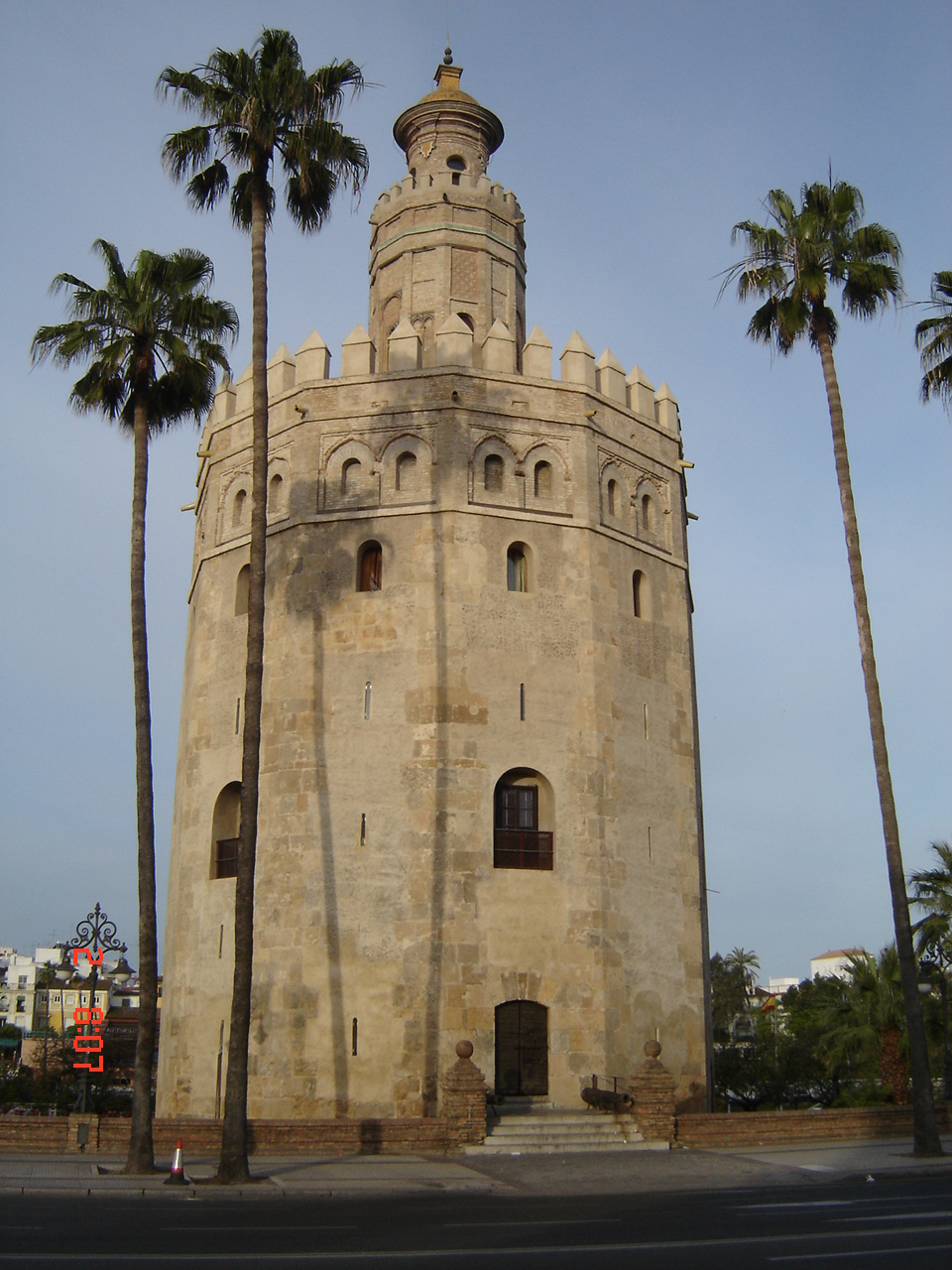
Torre del Oro, Sevilla

Beim Renaissancerankett ragt aus einem runden Holzblock aus Birne oder Ahorn oben ein senkrechtes Türmchen heraus, auf dem senkrecht das Doppelrohrblatt sitzt. Diese Bauweise ähnelt äußerlich den Türmen der Stadtbefestigung von Sevilla. Die zylindrische Innenbohrung des Instruments ist im Inneren des Instruments neunfach gewunden, so dass die verhältnismäßig kleinen Instrumente in einer außerordentlich tiefen Tonlage klingen. Beim Spiel liegen sich die Hände gegenüber, und gegriffen wird nicht nur mit den Fingerkuppen, sondern auch mit tieferliegenden Fingergliedern.
Das Renaissancerankett wird direkt angeblasen, der Ansatz mit aufgeblasenen Backen und frei schwingendem Rohrblatt in der Mundhöhle oder der Gebrauch von Windkapseln sind nicht belegt. Zur Entlastung der Lippen kommt jedoch oft eine Pirouette (Lippenstütze) zum Einsatz. Das Instrument wird waagerecht, etwas nach unten geneigt, geblasen.
Im Klang ist das Renaissancerankett rauer und kräftiger als der schon vorher bekannte Dulzian oder das später aufkommende Fagott. Wie die meisten Rohrblattinstrumente der Renaissance verfügen Renaissancerankette nur über einen geringen Dynamikbereich, Blasdruckänderungen dienen vornehmlich der Intonation.
Im 20. Jahrhundert wurden Renaissancerankette eine Zeit lang nachgebaut, wobei die Größen Tenor F–d0, Basset B1–g0, Bass F1–d0 und Großbass B2–G gebaut wurden.

## Das Barockrankett

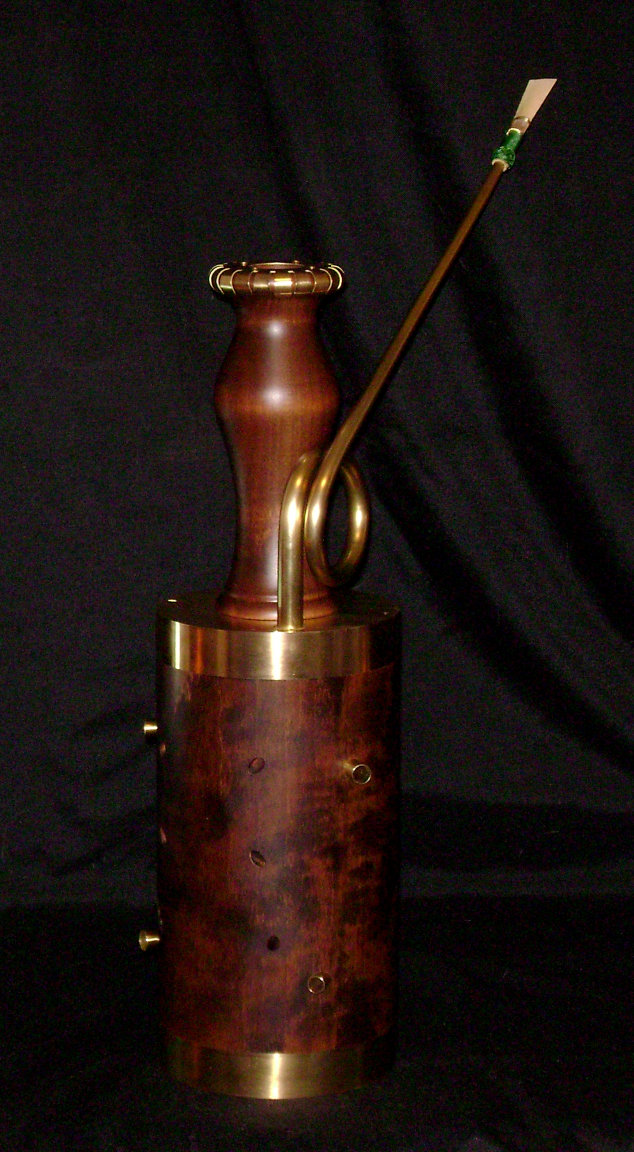
Nachbau eines Barockranketts, Moeck, 2008

Das Barockrankett unterscheidet sich erheblich vom Renaissancerankett. Es entspricht, was das Röhrenende und das Anblasrohr betrifft, einem Fagott, das durch die vom Renaissancerankett ererbte Innenbohrung stark komprimiert ist. Die Innenbohrung ist jedoch im Gegensatz zum Renaissancerankett konisch ausgeführt, wobei der Konus konstruktionsbedingt eine sehr geringe Steigung aufweist. Auffällig ist, dass das Barockrankett am anderen Ende der Röhre angeblasen wird. Das „Türmchen“ stellt nun das Röhrenende, also den Schallbecher dar, während das Anblasrohr aus dem „Umgang“ schräg herausragt. Die Innenbohrung des Instruments ist im Inneren des Instruments zehnfach gewunden. Wegen des Anblasrohres kann das Barockrankett (auch Büchsen- oder Wurstfagott = frz. cervelas) beim Spiel senkrecht gehalten oder auch auf einen Tisch gestellt werden. Das Barockrankett ist im Klang rauer und kräftiger als das zur gleichen Zeit verwendete Barockfagott. Im Vergleich zum Barockfagott hat das Rankett einen geringeren Tonumfang, so dass (z. B. bei Pepusch) Generalbasspartien für das Rankett von solchen für Fagott unterschieden werden können.
Seit der Mitte des 20. Jahrhunderts werden wieder Barockrankette gebaut. Der Tonumfang eines dieser Instrumente reicht von B1–d1, liegt also im Bereich eines Fagotts.

## Zur Geschichte des Ranketts
Die Herkunft des Ranketts wird im deutschen Sprachraum vermutet. Erste Erwähnungen finden sich im Württemberger Inventar von 1576, ein Grazer Inventar von 1590 verzeichnet Rogetten. Auch ein Gemälde der Münchner Hofkapelle aus diesem Zeitraum zeigt einen Rankettspieler. Dem Instrumentenbauer Johann Christoph Denner wird die Veränderung des Bassrankettes nach 1680 zugeschrieben.
Sowohl Renaissancerankett als auch Barockrankett haben nur eine sehr kurze Geschichte. Wegen der beschriebenen Vorteile mögen diese handlichen Instrumente sehr beliebt gewesen sein. Auf Schloss Ambras bei Innsbruck gibt es sogar zwei Miniaturrankette aus Elfenbein. Ebenfalls aus Schloss Ambras stammt ein Satz von fünf Tartölten, Ranketten in Drachenform, auch als Drachenschalmeyen bezeichnet. Die Ambraser Instrumente sind in der Sammlung alter Musikinstrumente in Wien ausgestellt. Die Elfenbeinrankette haben einen sehr zarten Klang, der von Michael Praetorius als „gar stille, fast wie man durch einen Kam bläset“ beschrieben wird. Am Ende der Barockzeit wurde das Rankett durch das Fagott ersetzt, dessen weicherem Klang in dieser Zeit der Vorzug gegeben wurde.
Barockrankette finden sich in mehreren Museen und in beachtlicher Zahl, so z. B. in der Berliner Musikinstrumentensammlung ein um 1700 von W. Wijne aus Nijmegen gebautes.